# Dominikanerinnenkloster Windhaag
Das ehemalige Dominikanerinnenkloster Windhaag war ein von Joachim Enzmilner 1664 zunächst in der alten Burg Windhaag eingerichtetes Dominikanerinnen-Kloster in Windhaag, mit seiner einzigen Tochter, Eva Magdalena, ab 1668 als erste Priorin. Das Kloster wurde 1782 von Joseph II. aufgehoben. Die ehemalige Klosterkirche ist die heutige Pfarrkirche Windhaag.

## Gründung

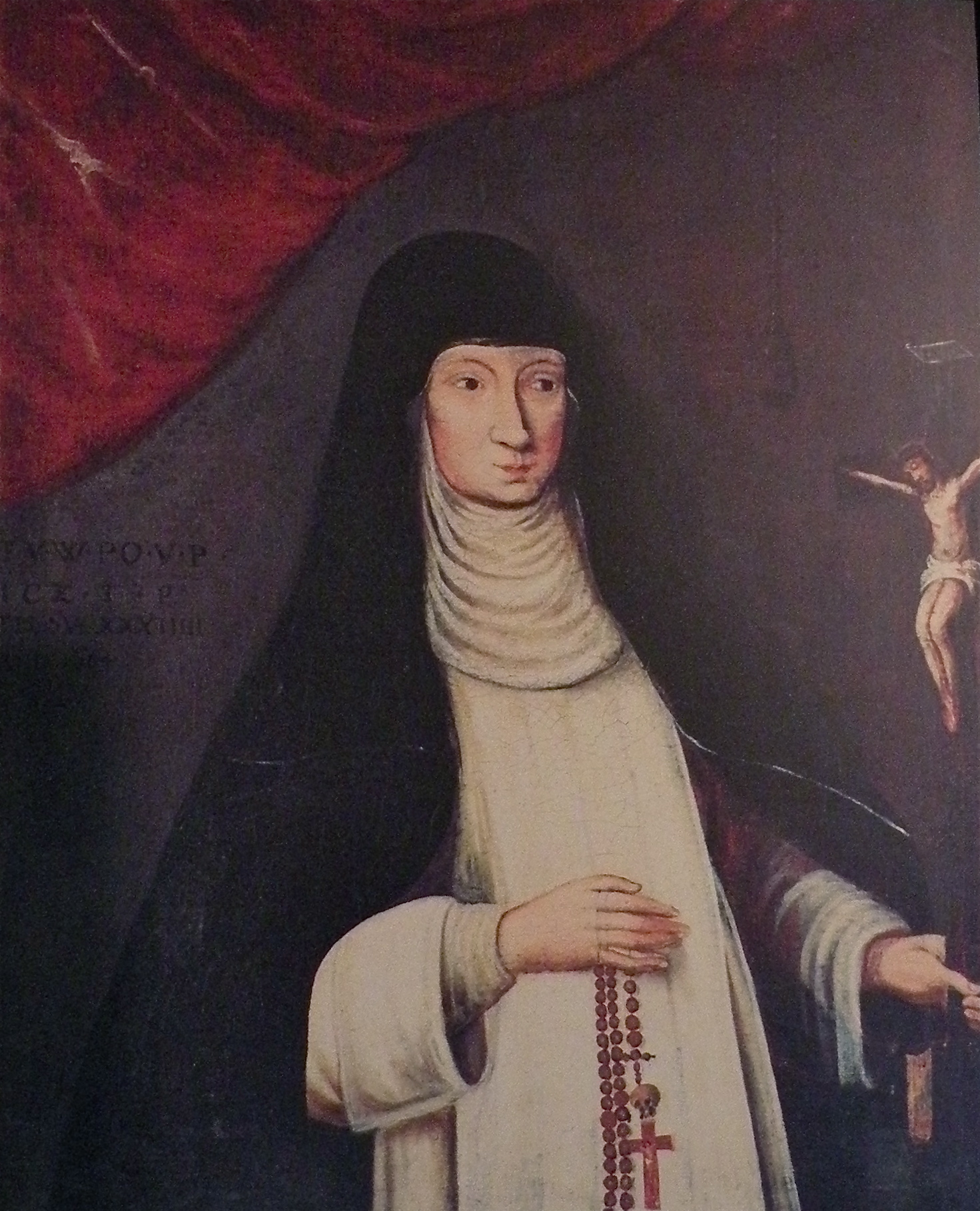
Eva Magdalena Enzmilner, erste Priorin des Dominikanerinnenklosters Windhaag

Eva Magdalena hatte das Elternhaus am 24. Juni 1648 verlassen und war in das Dominikanerinnenkloster Tulln eingetreten. Am 25. Dezember 1664 kehrte sie nach Windhaag zurück. Sie wurde begleitet von ihrem Beichtvater, Vinzenz Hauser, dem ersten Prior des Dominikanerklosters Münzbach, von Hyzint Marian, dem Bibliothekar und Verfasser der Topographia Windhagiana, sowie von zwei Chor- und einer Laienschwester.
Ihr Vater richtete ihr das alte Schloss Windhaag als Wohnung und Kloster ein und leitete die Formalitäten für die Gründung eines Klosters ein. Der zuständige Passauer Bischof Wenzeslaus von Thun setzte 1668 Eva Magdalena als erste Priorin ein und am 9. Mai 1673 wurde das für zwölf Nonnen vorgesehene Jungfrauenkloster zu Windhag vom Bistum Passau bestätigt. Die von Joachim Enzmilner geleistete jährliche Sustentation betrug 1200 Gulden.

## Neubau
Nach dem Tod ihres Vaters am 21. Mai 1678 erbte Eva Magdalena einen Großteil seines Besitzes einschließlich der Herrschaft Windhaag. Bald danach ließ sie das erst 1673 fertiggestellte neue Schloss Windhaag zur Gänze und das in der Nähe gelegene Schloss Pragtal großteils abreißen und ab 1681 mit dem Baumaterial auf dem Areal des heutigen Ortskerns von Windhaag ein neues, etwa 1689 fertiggestelltes Kloster samt einer 1691 fertiggestellten und 1693 geweihten Klosterkirche errichten. Die Kirche ist seit der Verlegung der Pfarre Altenburg 1782 Pfarrkirche von Windhaag.
1689 zog die Priorin mit 14 Chor- und fünf Laienschwestern von der alten Burg in das neue Kloster ein. Nach dem Klosterbau diente das alte Schloss nur mehr als Wohnung für den Beichtvater der Klosterfrauen, für den Hofrichter und Hofschreiber. Die Burgruine wird seit Beginn des 21. Jahrhunderts für touristische Zwecke nutzbar gemacht.

## Vermögen
Offensichtlich hat Eva Magdalena ihr Erbe dem Kloster vermacht, denn dem Kloster gehörten damals die alte Schlosskapelle, die neue Klosterkirche, das Portiunkulakirchl, das neue Kloster, das alte Schloss, der Meierhof, das Bräuhaus, die Pfisterei, einige Schmieden, Holzhütten, Torwärtlstuben, Hoftaverne Windhaag, Fischwasser und Teiche, Wiesen, Äcker, Wälder, Steinbrüche, Ziegelofen, Schloss und Maierhof Pragtal, Krottentalhof genannt, Markt Münzbach, Hoftaverne Münzbach, Kloster Münzbach, Gotteshaus Münzbach, Pfarre Altenburg, Pfarre Rechberg, Hoftaverne Rechberg, Pfarre Pergkirchen und die Windhagerische Bibliothek, welche allerdings in den Dominikanerkonvent nach Wien übersiedelt und der Öffentlichkeit zugänglich gemacht wurde.

## Aufhebung
Als Eva Magdalena 1700 starb, war von den Reichtümern ihres Vaters kaum mehr etwas vorhanden. Der überwiegende Teil war verbaut, verkauft und verschenkt worden. Wenige Monate nach Eva Magdalenas Tod schlug ins Kloster ein Blitz ein, das anschließende Feuer zerstörte große Teile. Ab 1765 stand das Kloster wegen hoher Schulden unter Administration. 1782 wurde das Kloster aufgehoben und dem Linzer Domkapitel übergeben.

## Nachnutzung
Der ehemalige Priorinnentrakt des Klosters, auch Schloss genannt, wurde von der Gemeinde Windhaag 2008 gekauft und soll künftig für die Gemeindeverwaltung und die Einrichtung eines Veranstaltungssaals genutzt werden. Unmittelbare Vorbesitzer waren die drei Brüder Scharrer.